# Грей, Бартоломью, 3-й барон Грей из Ротерфилда
Бартоломью де Грей (англ. Bartholomew de Grey; приблизительно 1351—1376) — английский аристократ, 3-й барон Грей из Ротерфилда с 1375 года, старший сын Джона де Грея и Элизабет Пойнингс, внук 2-го барона Грея из Ротерфилда. Рано потерял отца и в 1375 году унаследовал от деда баронский титул и семейные владения, располагавшиеся в Оксфордшире, Бакингемшире и Йоркшире. Бартоломью умер бездетным спустя всего год, так что его наследником стал младший брат, Роберт.